# 指標 (数学)
数学において、ある指標（しひょう、英: character）とは、群から（複素数全体のような）体へのある特殊な関数のことを言う。少なくとも二つの、異なるが重複もする意味が存在する。

## 乗法的指標
群 G 上の乗法的指標（あるいは線形指標または単純に指標）とは、G からある体（通常は複素数体）の乗法群への群準同型である (Artin 1966)。G を任意の群としたとき、そのような準同型の集合 Ch(G) は点ごとの乗算の下でのアーベル群をなす。
この群は G の指標群と呼ばれる。しばしば、「単位的」な指標のみが考慮され、したがって像は単位円の中にある。このとき、その他の準同型は準指標 (quasi-character) と呼ばれる。この定義の特殊な場合として、ディリクレ指標がある。
乗法的指標は線形独立である。つまり {\displaystyle \chi _{1},\chi _{2},\ldots ,\chi _{n}} をある群 G 上の異なる指標としたとき、{\displaystyle a_{1}\chi _{1}+a_{2}\chi _{2}+\ldots +a_{n}\chi _{n}=0} であるなら {\displaystyle a_{1}=a_{2}=\cdots =a_{n}=0} が成立する。

## 表現の指標
体 F 上の有限次元ベクトル空間 V 上の群 G の表現 φ の指標とは、その表現 φ のトレースのことを言う。一般に、そのトレースは群準同型ではなく、そのトレースの集合が群をなすこともない。一次元表現の指標は、一次元表現と同一であり、したがって上述の乗法的指標の概念はより高次元の指標の特別な場合として考えられる。指標を用いた表現の研究は指標理論と呼ばれ、その分野において一次元指標は線形指標とも呼ばれる。